# Ramón Máiz
Ramón Máiz Suárez (Santa Cruz de Tenerife, 5 de julio de 1953) es un catedrático y politólogo español.

## Trayectoria
Licenciado en Derecho por la Universidad de Santiago de Compostela en 1975 y doctor por la misma universidad en 1982, es catedrático de Ciencias Políticas y de la Administración de la Facultad de Ciencias Políticas y Sociales de la USC. Fue vicedecano (1989-1996) y decano de la Facultad de Ciencias Políticas (1996-2004). Con la obra El arte de lo imposible ganó el Premio Ramón Piñeiro de Ensayo 2010.

## Obras

### Ensayo en gallego
- Alfredo Brañas. O ideario do rexionalismo católico tradicionalista, 1983, Galaxia.
- O rexionalismo galego: organización e ideoloxía 1886-1907, 1984, Edicións do Castro.[2]
- As Institucións políticas no Estatuto de Autonomía para Galicia.
- O sistema político de Galicia. As Institucións, 1994.
- Idea de Nación, 1997, Xerais.
- A arte do imposible, 2011, Galaxia.

### Edición
- Sempre en Galiza, de Castelao, 1992.

### Obras colectivas
- Á beira de Beiras. Homenaxe nacional, 2011, Galaxia.
- O(s) sentido(s) da(s) cultura(s), 2012, Consello da Cultura Galega.

### Ensayo en castellano
- Las elecciones en Galicia. El parlamento gallego, 1982.
- Las elecciones generales de 1982 en Galicia, 1983.
- Discurso, poder, sujeto: lecturas sobre Michel Foucault, 1987.
- Enmanuel Sièyes. Escritos y discursos de la revolución, 1990.
- Los nacionalismos en la España de la II República, 1991.
- Enmanuel Sièyes: el Tercer Estado y otros escritos de la revolución, 1991.
- Nación y revolución: la teoría política de Y. Sièyes, 2007.
- La frontera interior, 2008, Tres Fronteras, Murcia.
- Nación y literatura en América Latina, 2008.

### Otras obras
- Nation and Representation.
- Identity and Territorial Autonomies in Plural Societies, 2000.